# Izabal (jezioro)
Izabal (hiszp. Lago Izabal lub Lago de Izabal, dawniej Golfo Dulce) – jezioro w północno-wschodniej Gwatemali, położone w obniżeniu między górami Sierra de Santa Cruz na północy a Minas i San Isidro na południu. Jezioro, zajmujące powierzchnię 589,6 km², jest największym jeziorem kraju. Położone jest na wysokości 8 m n.p.m. Jego maksymalna głębokość to 18 m, jego dno stanowi zatem kryptodepresję.
Główną rzeką zasilającą jezioro jest Polochic, która uchodzi deltą w jego zachodniej części. Z jeziora wypływa szeroka na kilkaset metrów rzeka Dulce, które płynie dalej na wschód przez mniejsze jezioro El Golfete i uchodzi do Zatoki Amatique (Morze Karaibskie).
Najważniejsze miejscowości nad jeziorem Izabal: El Estor, Mariscos i Punta Brava.
W okolicach El Estor prowadzone jest wydobycie niklu.
Od nazwy jeziora wywodzi się nazwa gwatemalskiego departamentu Izabal.